# エドワード・ゲイリー・カー
エドワード・ゲイリー・カー（Edward Gary Carr、1948年8月20日 - 2009年6月20日）は、カナダ出身のアメリカ合衆国の心理学者。自閉スペクトラム症（ASD）における問題行動の理解と介入において知られる研究者であり、特に機能的行動アセスメント（FBA）およびポジティブ行動支援（PBS）の発展に貢献した。

## 経歴
1948年8月20日、カナダ・トロント生まれ。カリフォルニア大学サンディエゴ校で学士および大学院課程を修了後、カリフォルニア大学ロサンゼルス校（UCLA）で短期間勤務。カナダ医療研究評議会（Medical Research Council of Canada）のポスドクフェローとしてUCLAで研究を継続した。
1976年、ニューヨーク州立大学ストーニーブルック校に助教授として着任。1985年に教授に昇進し、同大学にて「自閉症および発達障害におけるポジティブ行動支援研究訓練センター（Research & Training Center on Positive Behavior Support for Autism & Developmental Disabilities）」の創設および運営にあたった。
2009年6月20日、妻アイリーン・ワッサーマン（Ilene Wasserman）とともに自動車事故によりニューヨーク市にて死去。享年60歳。

## 業績
カーは、自閉症児の自傷行動の背後にある動機や機能に関する研究を行い、それらの行動が環境との相互作用やコミュニケーションの手段として機能している可能性を提唱した。1977年に『Psychological Bulletin』誌に掲載された論文「The Motivation of Self-Injurious Behavior: A Review of Some Hypotheses」は、その後のFBAおよびPBSの理論的基盤となった。
カーとその共同研究者は、問題行動を罰によって抑制するのではなく、予防的介入や機能的コミュニケーション訓練（FCT）など、正の手続きに基づく支援方法を開発・普及させた。
また、言語表出および受容に課題のある自閉症児に対して、手話教育の効果についても研究し、言語発達支援の一環としてその有効性を示した。

## 表彰
- 1999年：Distinguished Research Award for Career Achievement（Association for Retarded Citizens）
- 2000年：Leading Professor（ニューヨーク州立大学）
- 2001年：Applied Research Award for Outstanding Contributions to Applied Behavioral Research（アメリカ心理学会）
- 2004年・2006年・2008年：心理学部年間最優秀教員賞（Teacher of the Year）
- 2005年、全米自閉症協会（Autism Society of America）の「専門家諮問委員会」に選出され、全国的な研究・政策・実践指針の策定に寄与[1]

## 著書
- 『How to Teach Sign Language to Developmentally Disabled Children』
- 『Communication-Based Intervention for Problem Behavior』
- 『Positive Behavior Support for People with Developmental Disabilities: A Research Synthesis』（モノグラフ）